# 赫克拉 (南达科他州)
赫克拉（英語：Hecla），是美国南达科他州下属的一座城市。根据2010年美国人口普查，该市有人口228人。论人口在本州排行第171。